# 德国国家图书馆
德国国家图书馆（德語：Deutsche Nationalbibliothek）是联邦德国的国家图书馆。作为非借阅图书馆，德意志国家图书馆承担着从1913年以来所有德语出版书籍的保藏工作，除此之外该图书馆还负责制定德国国家书目。

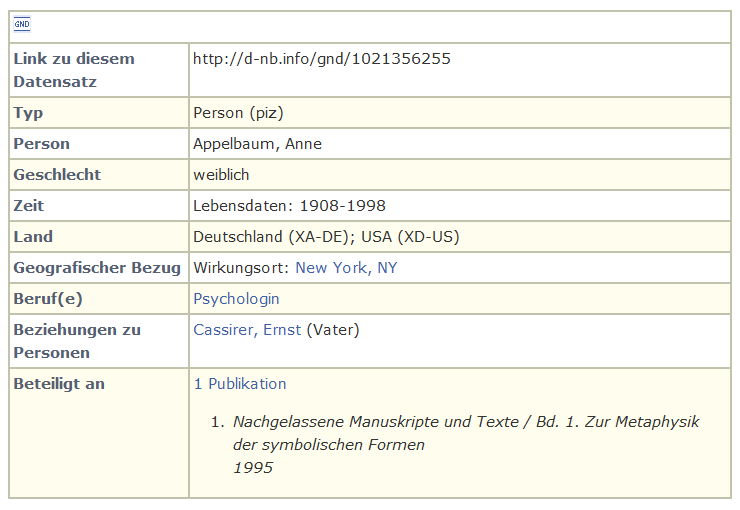
一個GND截圖

## 图书馆組織
- 莱比锡国家图书馆（Deutsche Bücherei Leipzig）
- 法兰克福国家图书馆（Deutsche Bibliothek Frankfurt）
- 德国音乐档案馆（Deutsches Musikarchiv）原位于柏林，2010年迁至莱比锡

整个德意志国家图书馆由三所坐落于不同地区的图书馆组成。

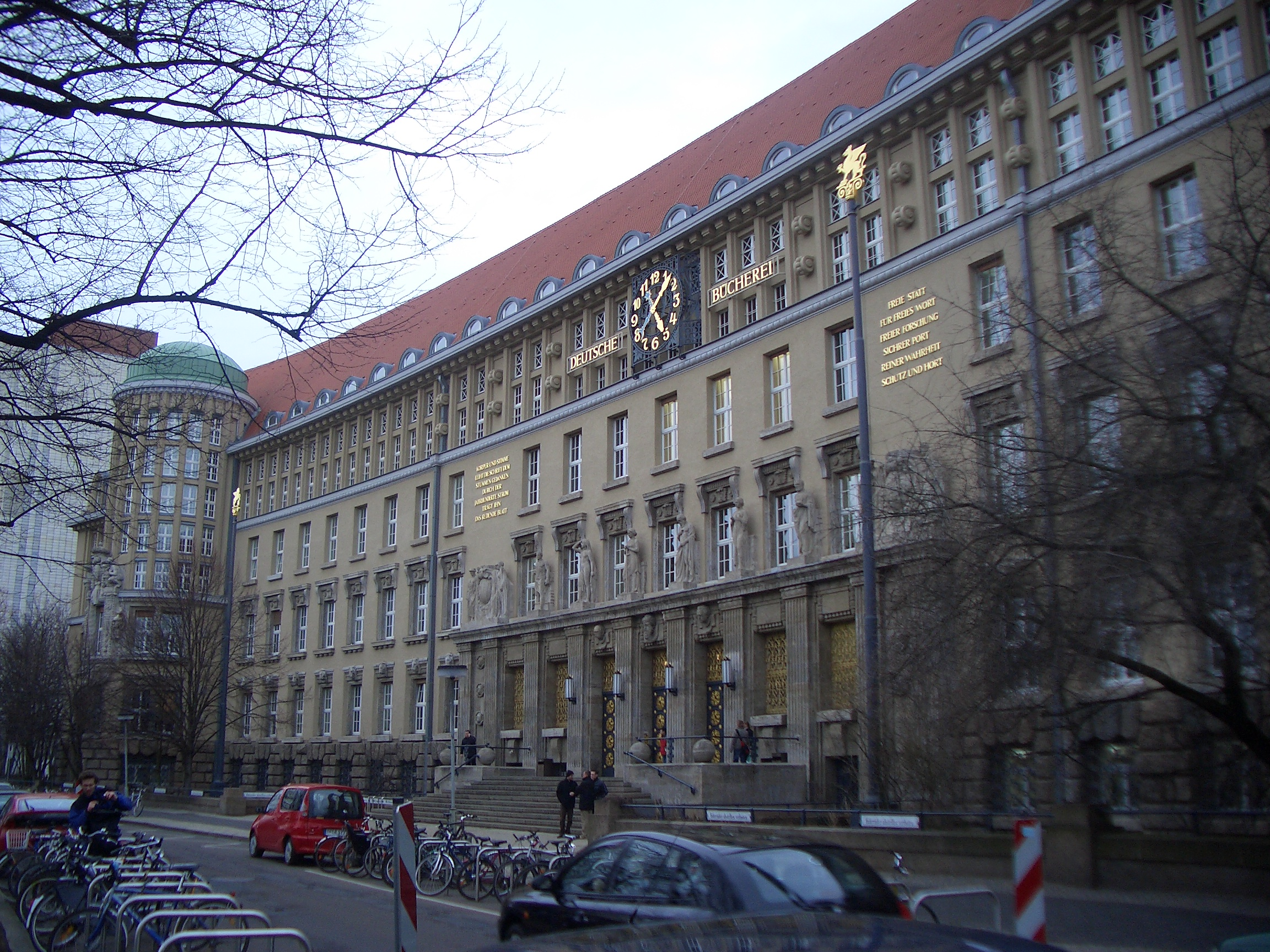
莱比锡国家图书馆
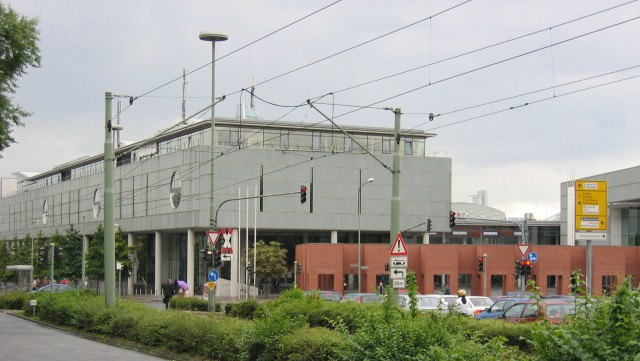
法兰克福国家图书馆
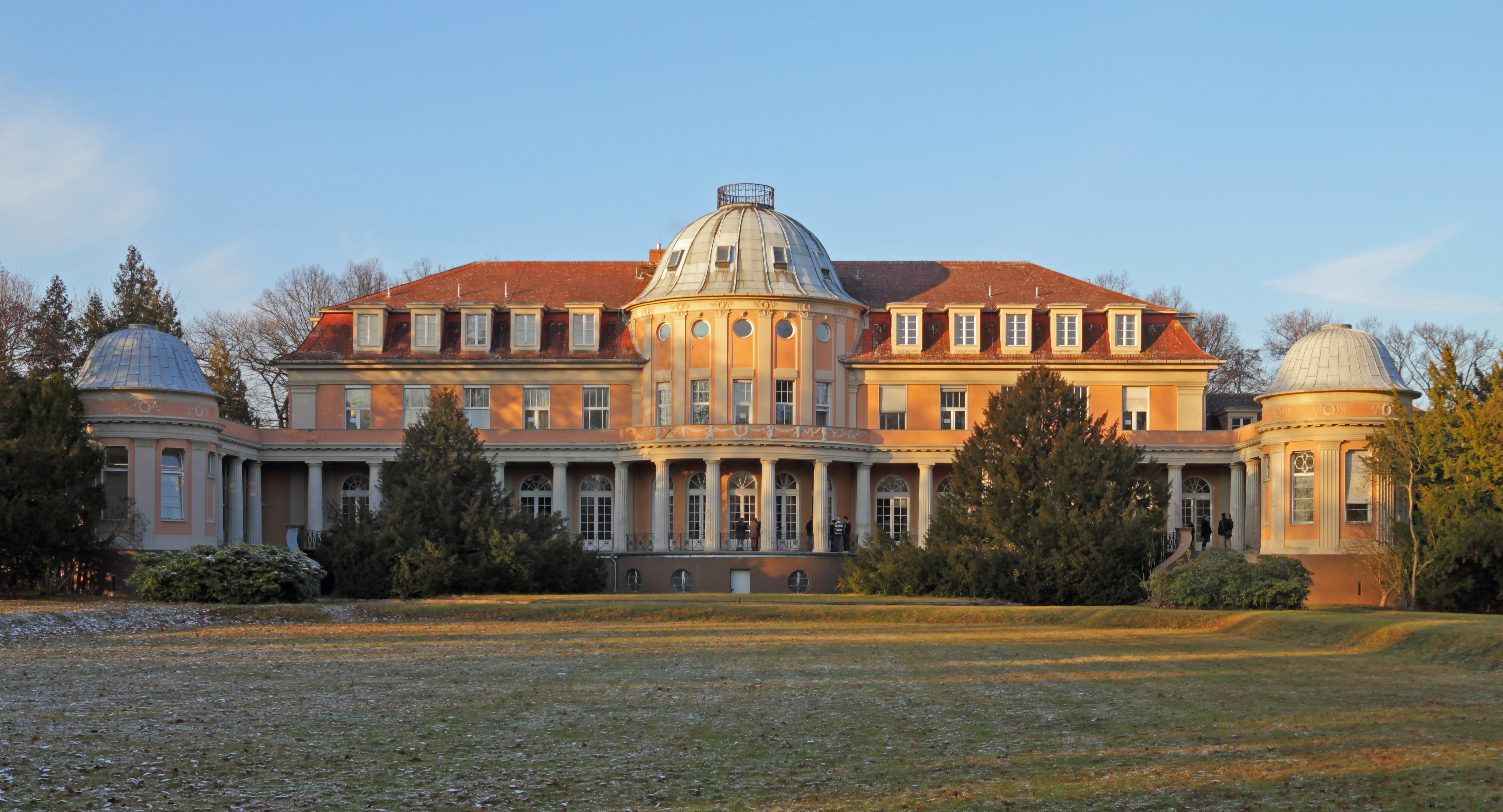
德国音乐档案馆（柏林）

### 三所图书馆的不同功用
- 莱比锡国家图书馆：主要负责珍贵图书的保护与收藏。
- 法兰克福国家图书馆：承担整个德国国家图书馆网上书目（OPAC）的改进和编辑、图书馆技术的研发与推广、负责德国国家图书馆的构建和领导。除此之外法兰克福国家图书馆还提供国家图书书目服务。
- 德国音乐档案馆：主要负责音像制品的收集、编辑、保护和其书目的制作。

## 图书购置
德国法律规定每本在德国出版的书必须由出版社免费寄给德国国家图书馆二册，其中莱比锡国家图书馆和法兰克福国家图书馆各一册。德国国家图书馆的书籍购置主要用于在德国以外出版的德语书籍。

## 图书馆历史
1990年随着两德的统一，一个真正意义上的德国国家图书馆也随之建立。这个图书馆实际上由在1912年成立的莱比锡国家图书馆、1947年成立的法兰克福国家图书馆、在1970年就属于法兰克福国家图书馆的德国音乐档案馆合并而成。

## 图书馆使用
德国国家图书馆是一所非借阅图书馆，读者只能在阅览室里阅读。图书馆规定18岁以上的成年人都可以办理阅读卡，每张年卡38欧元（2007年3月）。